# Stan Smith

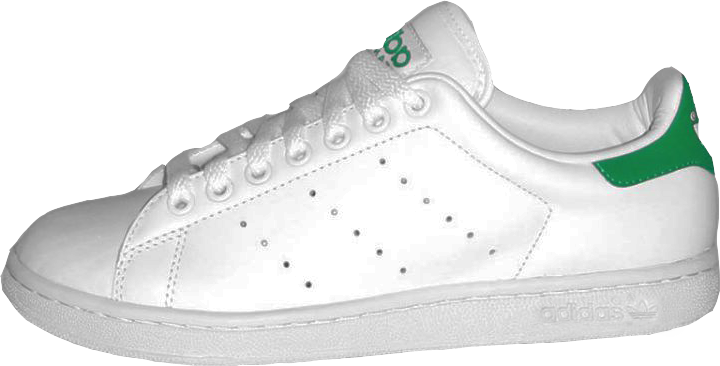
Der nach Stan Smith benannte Tennisschuh Adidas Stan Smith

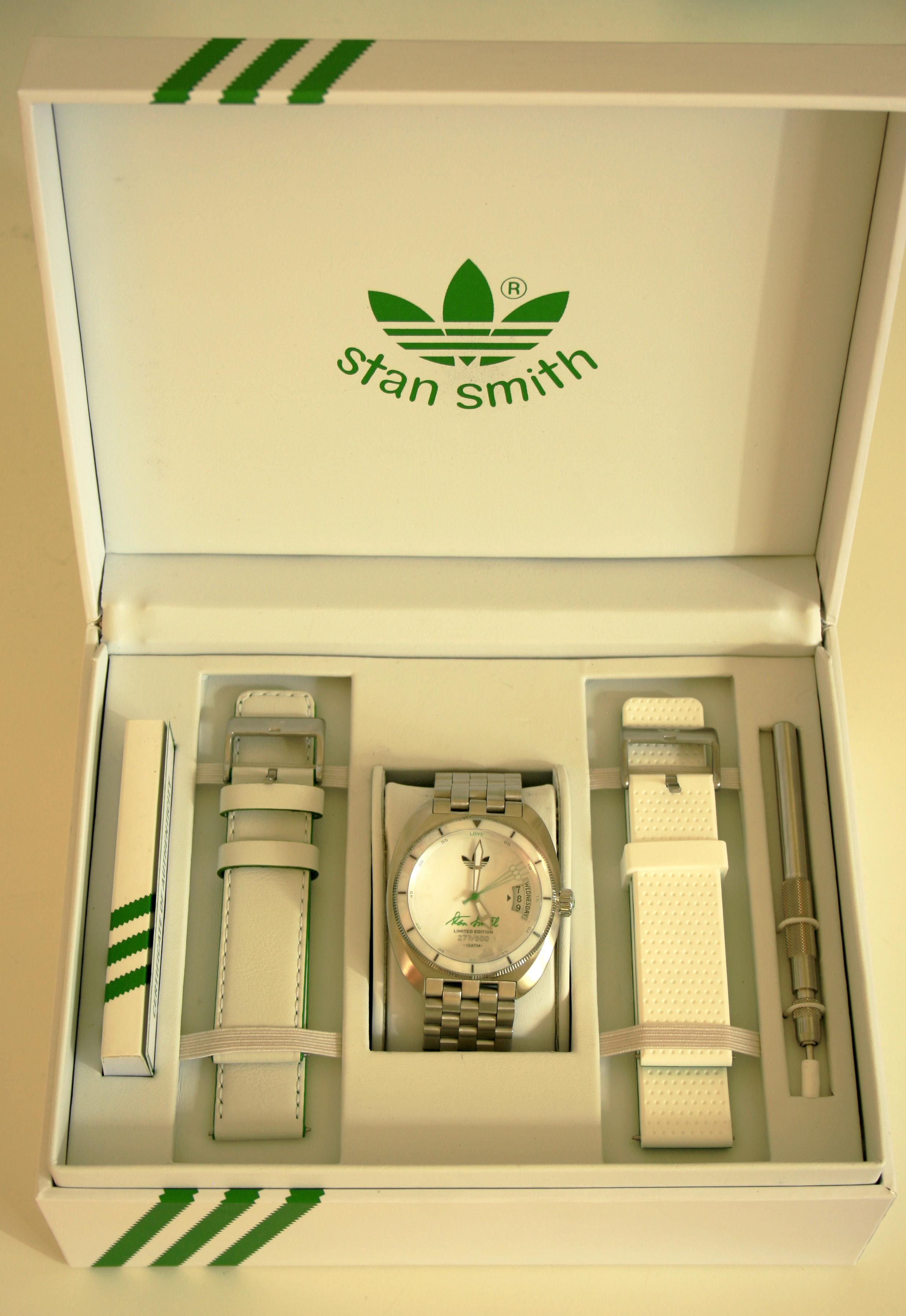
Die nach Stan Smith benannte Adidas-Uhr

Stan Smith (* 14. Dezember 1946 in Pasadena, Kalifornien) ist ein ehemaliger US-amerikanischer Tennisspieler.
Als Einzelspieler gewann Smith 37 Turniere, darunter die ersten Masters im Jahr 1970, 1971 die US Open und 1972 Wimbledon.
Im Doppel feierte er 36 Turniersiege mit Bob Lutz, mit dem er schon seit 1967 ein Doppelteam  bildete. Darunter waren vier US Open Siege, ein Australian Open Sieg und der Gewinn der ersten Doppel-Masters im Jahr 1973. Insgesamt gewann Smith 54 Titel im Doppel.
Außerdem gewann er sieben Mal mit den USA den Davis Cup.
Adidas entwickelte 1971 zusammen mit Smith das nach ihm benannte Tennisschuhmodell Adidas Stan Smith und widmete ihm 2013 ein limitiertes Uhrenmodell.
Nach seiner Karriere arbeitete er als Tennistrainer für den amerikanischen Tennisverband USTA. In Hilton Head Island im Bundesstaat South Carolina gründete er mit Billy Stearns die „Smith Stearns Tennis Academy“. 2002 veröffentlichte er ein Buch mit dem Titel  Stan Smith's Winning Doubles.
2007 wurde er in die International Tennis Hall of Fame aufgenommen.

## Erfolge
| Legende                    |
| Grand Slam (7)             |
| Saisonendveranstaltung (4) |
| ATP Masters Series         |
| Grand Prix                 |

| Open-Era-Titel nach Belag |
| Hartplatz                 |
| Sand                      |
| Rasen                     |
| Teppich                   |

### Einzel

#### Turniersiege
| Nr. | Datum              | Turnier                 | Belag         | Finalgegner         | Ergebnis                  |
| --- | ------------------ | ----------------------- | ------------- | ------------------- | ------------------------- |
| 1.  | 29. September 1968 | Berkeley (1)            | Hartplatz     | Jim McManus         | 10:8, 6:1, 6:1            |
| 2.  | 6. Oktober 1968    | La Jolla                | Hartplatz     | Roy Barth           | 6:1, 9:7                  |
| 3.  | 23. November 1968  | London                  | Hartplatz (i) | Mark Cox            | 6:4, 6:4                  |
| 4.  | 12. Januar 1969    | Melbourne               | Rasen         | Arthur Ashe         | 14:12, 6:8, 6:3, 8:6      |
| 5.  | 16. Februar 1969   | Salisbury               | Hartplatz (i) | Ismail El Shafei    | 6:3, 6:8, 6:4, 6:4        |
| 6.  | 27. April 1969     | Dallas                  | Teppich (i)   | Thomaz Koch         | 6:3, 6:4                  |
| 7.  | 3. August 1969     | South Orange            | Rasen         | Clark Graebner      | 6:1, 6:4, 6:4             |
| 8.  | 24. August 1969    | Boston                  | Rasen         | Bob Lutz            | 9:7, 6:3, 6:1             |
| 9.  | 5. Oktober 1969    | Berkeley (2)            | Hartplatz     | Cliff Richey        | 6:2, 6:2                  |
| 10. | 1. Februar 1970    | Omaha                   | Hartplatz (i) | Jim Osborne         | 6:2, 7:5, 6:3             |
| 11. | 8. März 1970       | Hampton                 | Teppich (i)   | Thomaz Koch         | 6:3, 6:2, 7:5             |
| 12. | 18. Oktober 1970   | Phoenix                 | Hartplatz     | Jim Osborne         | 6:3, 6:7, 6:1             |
| 13. | 29. November 1970  | Stockholm               | Hartplatz (i) | Arthur Ashe         | 5:7, 6:4, 6:4             |
| 14. | 13. Dezember 1970  | Masters (Tokio)         | Teppich (i)   | kein Finale         | 4:1 (Round Robin)         |
| 15. | 4. April 1971      | San Juan                | Hartplatz     | Cliff Richey        | 6:3, 6:3                  |
| 16. | 2. Mai 1971        | Paris                   | Sand          | François Jauffret   | 6:2, 6:4, 7:5             |
| 17. | 12. Juni 1971      | Beckenham               | Rasen         | Premjit Lall        | 7:9, 6:4, 6:2             |
| 18. | 19. Juni 1971      | Queen’s Club            | Rasen         | John Newcombe       | 8:6, 6:3                  |
| 19. | 8. August 1971     | Cincinnati              | Sand          | Juan Gisbert        | 7:6, 6:3                  |
| 20. | 15. September 1971 | US Open                 | Rasen         | Jan Kodeš           | 3:6, 6:3, 6:2, 7:6        |
| 21. | 20. Februar 1972   | Salisbury (2)           | Teppich (i)   | Ilie Năstase        | 5:7, 6:2, 6:3, 6:4        |
| 22. | 27. Februar 1972   | New York City           | Teppich (i)   | Juan Gisbert        | 4:6, 7:5, 6:4, 6:1        |
| 23. | 5. März 1972       | Hampton (2)             | Teppich (i)   | Ilie Năstase        | 6:3, 6:2, 6:7, 6:4        |
| 24. | 12. März 1972      | Washington              | Teppich (i)   | Jimmy Connors       | 4:6, 6:1, 6:3, 4:6, 6:1   |
| 25. | 8. Juli 1972       | Wimbledon Championships | Rasen         | Ilie Năstase        | 4:6, 6:3, 6:3, 4:6, 7:5   |
| 26. | 17. September 1972 | Sacramento              | Hartplatz     | Colin Dibley        | 6:4, 5:7, 6:4, 6:4        |
| 27. | 24. September 1972 | Los Angeles             | Hartplatz     | Roscoe Tanner       | 6:4, 6:4                  |
| 28. | 5. November 1972   | Paris                   | Hartplatz (i) | Andrés Gimeno       | 6:2, 6:2, 7:5             |
| 29. | 12. November 1972  | Stockholm (2)           | Hartplatz (i) | Tom Okker           | 6:4, 6:3                  |
| 30. | 11. Februar 1973   | Philadelphia            | Teppich (i)   | Bob Lutz            | 7:62, 7:65, 4:6, 1:6, 6:4 |
| 31. | 25. März 1973      | Atlanta                 | Teppich (i)   | Rod Laver           | 6:3, 6:4                  |
| 32. | 1. April 1973      | St. Louis               | Teppich (i)   | Rod Laver           | 6:4, 3:6, 6:4             |
| 33. | 8. April 1973      | München                 | Teppich (i)   | Cliff Richey        | 6:1, 7:5                  |
| 34. | 15. April 1973     | Brüssel                 | Teppich (i)   | Rod Laver           | 6:2, 6:4, 6:1             |
| 35. | 29. April 1973     | Göteborg                | Teppich (i)   | John Alexander      | 5:7, 6:4, 6:2             |
| 36. | 13. Mai 1973       | WCT Finals (Dallas)     | Teppich (i)   | Arthur Ashe         | 6:3, 6:3, 4:6, 6:4        |
| 37. | 15. Juli 1973      | Båstad                  | Sand          | Manuel Orantes      | 6:4, 6:2, 7:6             |
| 38. | 24. Februar 1974   | Long Island             | Teppich (i)   | John Newcombe       | 6:4, 3:6, 6:2             |
| 39. | 28. April 1974     | St. Louis (2)           | Teppich (i)   | Alexander Metreweli | 6:2, 3:6, 6:2             |
| 40. | 22. Juni 1974      | Nottingham              | Rasen         | Alexander Metreweli | 6:3, 1:6, 6:3             |
| 41. | 21. Juli 1974      | Chicago                 | Teppich       | Marty Riessen       | 3:6, 6:1, 6:4             |
| 42. | 19. Oktober 1975   | Sydney Indoor           | Hartplatz (i) | Bob Lutz            | 7:6, 6:2                  |
| 43. | 3. April 1977      | Los Angeles (2)         | Teppich (i)   | Brian Gottfried     | 6:4, 2:6, 6:3             |
| 44. | 27. August 1978    | Atlanta                 | Hartplatz     | Eliot Teltscher     | 4:6, 6:1, 2:1 Aufg.       |
| 45. | 29. Oktober 1978   | Wien (1)                | Hartplatz (i) | Balázs Taróczy      | 4:6, 7:6, 7:6, 6:3        |
| 46. | 19. August 1979    | Cleveland               | Hartplatz     | Ilie Năstase        | 7:6, 7:5                  |
| 47. | 28. Oktober 1979   | Wien (2)                | Hartplatz (i) | Wojciech Fibak      | 6:4, 6:0, 6:2             |
| 48. | 23. März 1980      | Frankfurt               | Teppich (i)   | Johan Kriek         | 2:6, 7:6, 6:2             |

#### Finalteilnahmen
| Nr. | Datum              | Turnier                 | Belag         | Finalgegner     | Ergebnis                |
| --- | ------------------ | ----------------------- | ------------- | --------------- | ----------------------- |
| 1.  | 2. Juni 1968       | Sacramento              | Hartplatz     | Clark Graebner  | 8:10, 4:6, 2:6          |
| 2.  | 21. Juli 1968      | Milwaukee               | Sand          | Clark Graebner  | 3:6, 5:7, 0:6           |
| 3.  | 15. Dezember 1968  | Brisbane                | Rasen         | Arthur Ashe     | 4:6, 6:1, 7:9, 6:4, 5:7 |
| 4.  | 19. Oktober 1969   | Denver                  | Hartplatz (i) | Ilie Năstase    | 4:6, 5:6                |
| 5.  | 10. Februar 1970   | New York City           | Teppich (i)   | Manuel Santana  | 5:6, 2:6                |
| 6.  | 15. Februar 1970   | Richmond                | Teppich (i)   | Arthur Ashe     | 2:6, 11:13              |
| 7.  | 2. August 1970     | Indianapolis            | Sand          | Cliff Richey    | 2:6, 8:10, 6:3, 1:6     |
| 8.  | 18. April 1971     | Charlotte               | Sand          | Arthur Ashe     | 3:6, 3:6                |
| 9.  | 4. Juli 1971       | Wimbledon Championships | Rasen         | John Newcombe   | 3:6, 7:5, 6:2, 4:6, 4:6 |
| 10. | 12. Dezember 1971  | Masters (Paris) (1)     | Hartplatz (i) | Ilie Năstase    | 7:5, 6:7, 3:6           |
| 11. | 2. Dezember 1972   | Masters (Barcelona) (2) | Hartplatz (i) | Ilie Năstase    | 3:6, 2:6, 6:3, 6:2, 3:6 |
| 12. | 28. Januar 1973    | Carlsbad (1)            | Hartplatz     | Colin Dibley    | 3:6, 6:76               |
| 13. | 17. März 1973      | Hilton Head             | Hartplatz     | Rod Laver       | 2:6, 4:6                |
| 14. | 12. September 1973 | WITC (Hilton Head)      | Teppich       | Rod Laver       | 6:7, 5:7                |
| 15. | 4. November 1973   | Paris                   | Hartplatz (i) | Ilie Năstase    | 6:4, 1:6, 6:3, 0:6, 2:6 |
| 16. | 3. März 1974       | Carlsbad (2)            | Hartplatz     | John Newcombe   | 2:6, 6:4, 4:6           |
| 17. | 16. Februar 1975   | Toronto                 | Teppich (i)   | Harold Solomon  | 4:6, 1:6                |
| 18. | 2. März 1975       | San Antonio             | Teppich (i)   | Dick Stockton   | 5:7, 6:2, 6:76          |
| 19. | 20. April 1975     | Tokio                   | Teppich (i)   | Bob Lutz        | 4:6, 4:6                |
| 20. | 14. März 1976      | Memphis                 | Teppich (i)   | Vijay Amritraj  | 2:6, 6:0, 0:6           |
| 21. | 8. August 1976     | Columbus                | Sand          | Roscoe Tanner   | 4:6, 6:7                |
| 22. | 13. Februar 1977   | Springfield             | Teppich (i)   | Guillermo Vilas | 6:3, 0:6, 3:6, 2:6      |
| 23. | 13. März 1977      | Hampton                 | Teppich (i)   | Sandy Mayer     | 6:4, 3:6, 2:6, 6:1, 3:6 |
| 24. | 26. Februar 1978   | Denver (2)              | Teppich (i)   | Jimmy Connors   | 2:6, 6:7                |
| 25. | 15. Juli 1979      | Newport                 | Rasen         | Brian Teacher   | 6:1, 3:6, 4:6           |
| 26. | 5. April 1980      | Tampa                   | Hartplatz     | Paul McNamee    | 4:6, 3:6                |

### Doppel

#### Turniersiege
| Nr. | Datum              | Turnier                       | Belag         | Doppelpartner   | Finalgegner                          | Ergebnis                |
| --- | ------------------ | ----------------------------- | ------------- | --------------- | ------------------------------------ | ----------------------- |
| 1.  | 9. September 1968  | US Open (1)                   | Rasen         | Bob Lutz        | Arthur Ashe Andrés Gimeno            | 11:9, 6:1, 7:5          |
| 2.  | 21. Juli 1969      | Cincinnati (1)                | Sand          | Bob Lutz        | Arthur Ashe Charlie Pasarell         | 6:3, 6:4                |
| 3.  | 27. Januar 1970    | Australian Open               | Rasen         | Bob Lutz        | John Alexander Phil Dent             | 6:3, 8:6, 6:3           |
| 4.  | 4. Oktober 1970    | Berkeley                      | Hartplatz     | Bob Lutz        | Roy Barth Tom Gorman                 | 6:2, 7:5, 4:6, 6:2      |
| 5.  | 29. November 1970  | Stockholm                     | Sand          | Arthur Ashe     | Bob Carmichael Owen Davidson         | 6:0, 5:7, 7:5           |
| 6.  | 13. Dezember 1970  | Masters                       | Teppich (i)   | Arthur Ashe     | Jan Kodeš Rod Laver                  | 6:3, 6:4                |
| 7.  | 2. Mai 1971        | Paris                         | Sand          | Tom Gorman      | Pierre Barthes François Jauffret     | 3:6, 7:5, 6:2           |
| 8.  | 8. August 1971     | Cincinnati (2)                | Sand          | Erik van Dillen | Sandy Mayer Roscoe Tanner            | 6:4, 6:4                |
| 9.  | 7. November 1971   | Stockholm                     | Hartplatz (i) | Tom Gorman      | Arthur Ashe Bob Lutz                 | 6:3, 6:4                |
| 10. | 16. April 1972     | Madrid                        | Sand          | Ilie Năstase    | Andrés Gimeno Manuel Orantes         | 6:3, 6:4, 6:4           |
| 11. | 23. April 1972     | Nizza                         | Sand          | Jan Kodeš       | Frew McMillan Ilie Năstase           | 6:3, 3:6, 7:5           |
| 12. | 15. April 1973     | Brüssel                       | Teppich (i)   | Bob Lutz        | John Alexander Phil Dent             | 6:4, 7:6                |
| 13. | 23. April 1973     | Johannesburg                  | Hartplatz     | Bob Lutz        | Frew McMillan Allan Stone            | 6:1, 6:4, 6:4           |
| 14. | 23. April 1973     | WCT Doubles Finals (Montreal) | Teppich (i)   | Bob Lutz        | Tom Okker Marty Riessen              | 6:2, 7:61, 6:0          |
| 15. | 15. Juli 1973      | Båstad                        | Sand          | Nikola Pilić    | Bob Carmichael Frew McMillan         | 2:6, 6:4, 6:4           |
| 16. | 30. September 1973 | Alamo                         | Hartplatz     | Roy Emerson     | Ove Bengtson Jim McManus             | 6:2, 6:1                |
| 17. | 31. März 1974      | Atlanta                       | Teppich (i)   | Bob Lutz        | Brian Gottfried Dick Stockton        | 6:3, 3:6, 7:6           |
| 18. | 7. April 1974      | New Orleans                   | Teppich (i)   | Bob Lutz        | Owen Davidson John Newcombe          | 4:6, 6:4, 7:6           |
| 19. | 25. August 1974    | Boston                        | Sand          | Bob Lutz        | Hans-Jürgen Pohmann Marty Riessen    | 3:6, 6:4, 6:3           |
| 20. | 9. September 1974  | US Open (2)                   | Rasen         | Bob Lutz        | Patricio Cornejo Seckel Jaime Fillol | 6:3, 6:3                |
| 21. | 30. September 1974 | San Francisco                 | Teppich (i)   | Bob Lutz        | John Alexander Syd Ball              | 6:4, 7:66               |
| 22. | 23. Februar 1975   | Fort Worth                    | Hartplatz (i) | Bob Lutz        | John Alexander Phil Dent             | 6:7, 7:6, 6:3           |
| 23. | 20. April 1975     | Tokio                         | Teppich (i)   | Bob Lutz        | John Alexander Phil Dent             | 6:4, 6:76, 6:2          |
| 24. | 27. April 1975     | Houston                       | Sand          | Bob Lutz        | Mike Estep Russell Simpson           | 7:5, 7:65               |
| 25. | 27. Juli 1975      | Washington                    | Sand          | Bob Lutz        | Brian Gottfried Raúl Ramírez         | 7:5, 2:6, 6:1           |
| 26. | 18. August 1975    | Columbus (1)                  | Hartplatz     | Bob Lutz        | Jürgen Faßbender Hans-Jürgen Pohmann | 6:2, 6:7, 6:3           |
| 27. | 19. Januar 1976    | Indianapolis                  | Teppich (i)   | Bob Lutz        | Vitas Gerulaitis Tom Gorman          | 6:2, 6:4                |
| 28. | 7. Februar 1976    | Barcelona                     | Teppich (i)   | Bob Lutz        | Wojciech Fibak Karl Meiler           | 6:3, 6:3                |
| 29. | 22. Februar 1976   | Rom                           | Teppich (i)   | Bob Lutz        | Dick Crealy Frew McMillan            | 6:75, 6:3, 6:4          |
| 30. | 18. Juli 1976      | Cincinnati (3)                | Sand          | Erik van Dillen | Eddie Dibbs Harold Solomon           | 6:1, 6:1                |
| 31. | 27. September 1976 | Los Angeles                   | Teppich (i)   | Bob Lutz        | Arthur Ashe Charlie Pasarell         | 6:2, 3:6, 6:3           |
| 32. | 21. November 1976  | Wembley                       | Teppich (i)   | Roscoe Tanner   | Wojciech Fibak Brian Gottfried       | 7:6, 6:3                |
| 33. | 13. März 1977      | Hampton                       | Teppich (i)   | Sandy Mayer     | Paul Kronk Cliff Letcher             | 6:4, 6:3                |
| 34. | 20. März 1977      | Washington (1)                | Teppich (i)   | Bob Lutz        | Brian Gottfried Raúl Ramírez         | 6:3, 7:5                |
| 35. | 1. Mai 1977        | Las Vegas (1)                 | Hartplatz     | Bob Lutz        | Bob Hewitt Raúl Ramírez              | 6:3, 3:6, 6:4           |
| 36. | 14. August 1977    | Columbus (2)                  | Sand          | Bob Lutz        | Peter Fleming Gene Mayer             | 4:6, 7:5, 6:2           |
| 37. | 9. Oktober 1977    | Maui                          | Sand          | Bob Lutz        | Brian Gottfried Raúl Ramírez         | 7:6, 6:4                |
| 38. | 6. Dezember 1977   | Johannesburg (1)              | Sand          | Bob Lutz        | Peter Fleming Raymond Moore          | 6:3, 7:5, 6:7, 7:6      |
| 39. | 12. Februar 1978   | Springfield                   | Teppich (i)   | Bob Lutz        | Jan Kodeš Marty Riessen              | 6:3, 6:3                |
| 40. | 19. März 1978      | Washington (2)                | Teppich (i)   | Bob Lutz        | Arthur Ashe John McEnroe             | 6:7, 7:5, 6:1           |
| 41. | 10. September 1978 | US Open (3)                   | Hartplatz     | Bob Lutz        | Marty Riessen Sherwood Stewart       | 1:6, 7:5, 6:3           |
| 42. | 21. Januar 1979    | Birmingham                    | Teppich (i)   | Dick Stockton   | Ilie Năstase Tom Okker               | 6:2, 6:3                |
| 43. | 25. Februar 1979   | Denver                        | Teppich (i)   | Bob Lutz        | Wojciech Fibak Tom Okker             | 7:6, 6:3                |
| 44. | 18. März 1979      | Washington (3)                | Teppich (i)   | Bob Lutz        | Bob Carmichael Brian Teacher         | 6:4, 7:5, 3:6, 7:6      |
| 45. | 15. Juli 1979      | Newport                       | Rasen         | Bob Lutz        | John James Chris Kachel              | 6:4, 7:6                |
| 46. | 19. August 1979    | Cleveland                     | Hartplatz     | Bob Lutz        | Francisco González Fred McNair       | 6:3, 6:4                |
| 47. | 4. November 1979   | Köln                          | Hartplatz (i) | Gene Mayer      | Heinz Günthardt Pavel Složil         | 6:3, 6:4                |
| 48. | 16. März 1980      | Rotterdam                     | Hartplatz (i) | Vijay Amritraj  | Bill Scanlon Brian Teacher           | 6:4, 6:3                |
| 49. | 23. März 1980      | Frankfurt                     | Hartplatz (i) | Vijay Amritraj  | Andrew Pattison Butch Walts          | 6:7, 6:2, 6:2           |
| 50. | 27. April 1980     | Las Vegas (2)                 | Hartplatz     | Bob Lutz        | Wojciech Fibak Gene Mayer            | 6:2, 7:5                |
| 51. | 7. September 1980  | US Open (4)                   | Hartplatz     | Bob Lutz        | Peter Fleming John McEnroe           | 7:6, 3:6, 6:1, 3:6, 6:3 |
| 52. | 26. Oktober 1980   | Wien (1)                      | Hartplatz (i) | Bob Lutz        | Heinz Günthardt Pavel Složil         | 6:1, 6:2                |
| 53. | 30. November 1980  | Johannesburg (2)              | Sand          | Bob Lutz        | Heinz Günthardt Paul McNamee         | 6:7, 6:3, 6:4           |
| 54. | 6. Februar 1983    | Caracas                       | Hartplatz     | Jaime Fillol    | Andrés Gómez Ilie Năstase            | 6:7, 6:4, 6:3           |
| 55. | 23. Oktober 1983   | Wien (2)                      | Hartplatz (i) | Mel Purcell     | Marcos Hocevar Cássio Motta          | 6:3, 6:4                |
| 56. | 19. August 1984    | Columbus (3)                  | Sand          | Sandy Mayer     | Bud Cox Terry Moor                   | 6:4, 6:7, 7:5           |

#### Finalteilnahmen
| Nr. | Datum              | Turnier                     | Belag         | Doppelpartner   | Finalgegner                      | Ergebnis                |
| --- | ------------------ | --------------------------- | ------------- | --------------- | -------------------------------- | ----------------------- |
| 1.  | 27. September 1970 | Los Angeles                 | Hartplatz     | Bob Lutz        | Tom Okker Marty Riessen          | 6:7, 2:6                |
| 2.  | 6. Juli 1971       | French Open (1)             | Sand          | Tom Gorman      | Arthur Ashe Marty Riessen        | 6:4, 3:6, 4:6, 9:11     |
| 3.  | 19. Juni 1971      | Queen’s Club                | Rasen         | Erik van Dillen | Tom Okker Marty Riessen          | 6:8, 6:4, 8:10          |
| 4.  | 15. September 1971 | US Open (1)                 | Rasen         | Erik van Dillen | John Newcombe Roger Taylor       | 7:6, 3:6, 6:7, 6:4, 3:5 |
| 5.  | 8. Juli 1972       | Wimbledon Championships (1) | Rasen         | Erik van Dillen | Bob Hewitt Frew McMillan         | 2:6, 2:6, 7:9           |
| 6.  | 16. Juni 1974      | French Open (2)             | Sand          | Bob Lutz        | Dick Crealy Onny Parun           | 3:6, 2:6, 6:3, 7:5, 1:6 |
| 7.  | 22. Juni 1974      | Nottingham                  | Rasen         | Bob Lutz        | Charlie Pasarell Erik van Dillen | 7:9, 3:6                |
| 8.  | 7. Juli 1974       | Wimbledon Championships (2) | Rasen         | Bob Lutz        | John Newcombe Tony Roche         | 6:8, 4:6, 4:6           |
| 9.  | 2. Mai 1976        | WCT Doubles Finals (Kansas) | Teppich (i)   | Bob Lutz        | Wojciech Fibak Karl Meiler       | 3:6, 6:2, 6:3, 3:6, 4:6 |
| 10. | 16. Mai 1976       | Las Vegas                   | Hartplatz     | Bob Lutz        | Arthur Ashe Charlie Pasarell     | 4:6, 2:6                |
| 11. | 2. August 1976     | Louisville                  | Sand          | Erik van Dillen | Byron Bertram Pat Cramer         | 3:6, 4:6                |
| 12. | 29. November 1976  | Johannesburg                | Hartplatz     | Juan Gisbert    | Brian Gottfried Sherwood Stewart | 6:1, 1:6, 2:6, 6:7      |
| 13. | 6. März 1977       | Memphis                     | Teppich (i)   | Bob Lutz        | Fred McNair Sherwood Stewart     | 6:4, 6:7, 6:7           |
| 14. | 3. April 1977      | Los Angeles                 | Teppich (i)   | Bob Lutz        | Bob Hewitt Frew McMillan         | 3:6, 4:6                |
| 15. | 29. August 1977    | Boston                      | Sand          | Bob Lutz        | Bob Hewitt Brian Gottfried       |                         |
| 16. | 8. Januar 1978     | Masters                     | Teppich (i)   | Bob Lutz        | Bob Hewitt Frew McMillan         | 5:7, 6:7, 3:6           |
| 17. | 9. April 1978      | Rotterdam                   | Teppich (i)   | Bob Lutz        | Fred McNair Raúl Ramírez         | 2:6, 3:6                |
| 18. | 2. Mai 1978        | WCT Doubles Finals (Kansas) | Teppich (i)   | Bob Lutz        | Wojciech Fibak Tom Okker         | 7:6, 4:6, 0:6, 3:6      |
| 19. | 1. Oktober 1978    | San Francisco               | Teppich (i)   | Bob Lutz        | Peter Fleming John McEnroe       | 7:5, 4:6, 4:6           |
| 20. | 12. November 1978  | Stockholm (1)               | Hartplatz (i) | Bob Lutz        | Wojciech Fibak Tom Okker         | 3:6, 2:6                |
| 21. | 25. März 1979      | New Orleans                 | Teppich (i)   | Bob Lutz        | Peter Fleming John McEnroe       | 1:6, 3:6                |
| 22. | 26. August 1979    | Cincinnati (1)              | Hartplatz     | Bob Lutz        | Brian Gottfried Ilie Năstase     | 6:1, 3:6, 6:7           |
| 23. | 9. September 1979  | US Open (2)                 | Hartplatz     | Bob Lutz        | Peter Fleming John McEnroe       | 2:6, 4:6                |
| 24. | 18. November 1979  | Wembley                     | Teppich (i)   | Tomáš Šmíd      | Peter Fleming John McEnroe       | 2:6, 3:6                |
| 25. | 6. Juli 1980       | Wimbledon Championships (3) | Rasen         | Bob Lutz        | Peter McNamara Paul McNamee      | 6:7, 3:6, 7:6, 4:6      |
| 26. | 14. September 1980 | Sawgrass Doubles (1)        | Hartplatz     | Bob Lutz        | Brian Gottfried Raúl Ramírez     | 6:7, 4:6, 6:2, 6:7      |
| 27. | 9. November 1980   | Stockholm (2)               | Teppich (i)   | Bob Lutz        | Heinz Günthardt Paul McNamee     | 7:6, 3:6, 2:6           |
| 28. | 5. Juli 1981       | Wimbledon Championships (4) | Rasen         | Bob Lutz        | Peter Fleming John McEnroe       | 4:6, 4:6, 4:6           |
| 29. | 23. August 1981    | Cincinnati (2)              | Hartplatz     | Bob Lutz        | John McEnroe Ferdi Taygan        | 6:7, 3:6                |
| 30. | 20. September 1981 | Sawgrass Doubles (2)        | Sand          | Bob Lutz        | Heinz Günthardt Peter McNamara   | 6:7, 6:3, 6:7, 7:5, 4:6 |